# Hai Tanahku Papua
Hai Tanahku Papua – hymn Nowej Gwinei Holenderskiej i nieuznawanej Republiki Papui Zachodniej.
Pieśń skomponował misjonarz Izaak Samuel Kijne w 1925 roku. W 1961 roku stała się papuaskim hymnem narodowym. Obecnie hymn jest istotnym symbolem działaczy niepodległościowych, m.in. Ruchu Wolnej Papui.

## Treść hymnu

### Tekst indonezyjski (stara ortografia)
Hai tanahku Papoea,
Kau tanah lahirku,
Kukasih akan dikau
Sehingga adjalku.
Kukasih pasir putih
Di pantaimu senang
Di mana lautan biru
Berkilat dalam trang.
Kukasih gunung-gunung
Besar mulialah
Dan awan jang melajang
Keliling puntjaknja.
Kukasih dikau tanah
Jang dengan buahmu
Membajar keradjinan
Dan pekerdjaanku.
Kukasih bunji ombak
Jang pukul pantaimu
Njanjian jang selalu
Senangkan hatiku.
Kukasih hutan-hutan
Selimut tanahku
Kusuka mengembara
Di bawah naungmu.
Sjukur bagimu, Tuhan,
Kaubrikan tanahku
Bri aku radjin djuga
Sampaikan maksudMu

### Tekst indonezyjski (nowa ortografia)
Hai tanahku Papua,
Kau tanah lahirku,
Kukasih akan dikau
Sehingga ajalku.
Kukasih pasir putih
Di pantaimu senang
Di mana lautan biru
Berkilat dalam terang.
Kukasih gunung-gunung
Besar mulialah
Dan awan yang melayang
Keliling puncaknya.
Kukasih dikau tanah
Yang dengan buahmu
Membayar kerajinan
Dan pekerjaanku.
Kukasih bunyi ombak
Yang pukul pantaimu
Nyanyian yang selalu
Senangkan hatiku.
Kukasih hutan-hutan
Selimut tanahku
Kusuka mengembara
Di bawah naungmu.
Syukur bagimu, Tuhan,
Kauberikan tanahku
Beri aku rajin juga
Sampaikan maksudMu.